# Astronomie tibétaine

La structure du monde selon l'astronomie tibétaine. Les tailles du soleil et de la lune ne sont pas dessinées à l'échelle.

Le Tantra du Kalachakra est à la base de l'astronomie tibétaine. 
Il explique certains phénomènes d'une manière similaire à l'astronomie moderne. Ainsi, l'éclipse du Soleil est décrite comme due au passage de la Lune entre le Soleil et la Terre.
En 1318, le 3e Karmapa a reçu en vision le Kalachakra qu'il a utilisé pour créer un système d'astronomie et d'astrologie nommé « système Tsurphu » (tibétain : Tsur-tsi) qui est toujours utilisé par l'école Karma Kagyu pour l'établissement du calendrier tibétain,.
L'astronomie et l'astrologie tibétaine sont enseignées à l'Institut de médecine et d'astrologie tibétaine à Dharamsala dans un cursus suivant l'enseignement de la médecine tibétaine. 

## Histoire

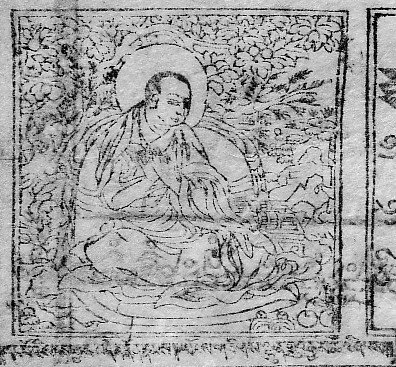
L'astronome Phugpa Lhundrub Gyatso (première moitié du XVe siècle)

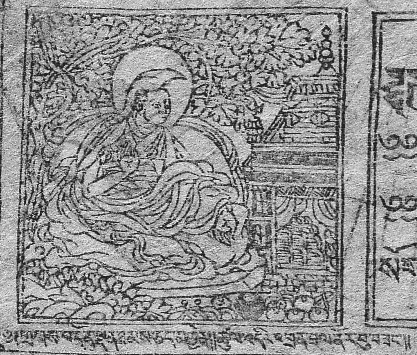
L'astronome Norsang Gyatso (seconde moitié du XVe siècle)

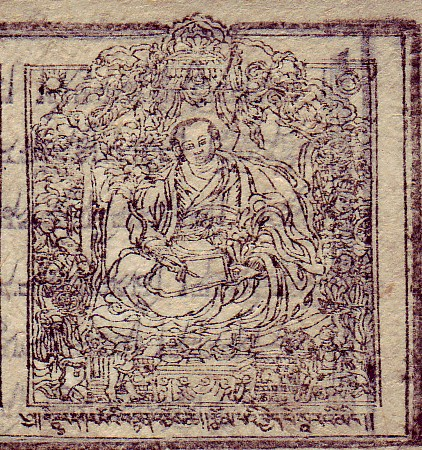
Le Régent et astronome Sangyé Gyatso

L'astronomie du Tibet est d'origine indienne, car elle se fonde sur les enseignements astronomiques du premier chapitre du Tantra de kalachakra, un texte indien d'enseignement tantrique dont la version du texte en sanscrit ne peut pas être apparue avant 1027 et qui n’a été traduite en tibétain que dans la seconde moitié du XIe siècle.
Les calculs astronomiques contenus dans les Tantra de kalachakra correspondent à ce qui a été généralement représenté dans de nombreux livres pratiques de calcul de l'astronomie indienne et dans les calculs de calendrier. En sanscrit de tels livres de calcul sont appelés Karana, ou plus tard en tibétain byed rtsis ("Calcul pratique"). Pour faciliter la mise en œuvre pratique des calculs les valeurs utilisées dans ces ouvrages ont été arrondies.
Le point de départ pour le développement d’une astronomie tibétaine propre se trouve dans le texte canonique appelé Vimalaprabha (en), un commentaire du Tantra de kalachakra, une thèse largement répandue suivant laquelle des incroyants auraient dans une mauvaise intention falsifié la véritable astronomie enseignée par le Bouddha et exposée dans un Tantra fondamental perdu (en tibétain rtsa rgyud) et ils auraient développé ces falsifications dans le premier chapitre du Tantra de kalachakra.

## Autres lectures
- Alexander Berzin Tibetan Astrology and Astronomy in Maitreya Magazine (Emst, Holland), vol. 11, no. 4 (1989).
- Berzin, A  Tibetan Astro Studies. in Chö-Yang, Year of Tibet Édition (Dharamsala, India), (1991).